# Tsukuri
Tsukuri (jap. 作り) – "wejście" do rzutu np. w judo. Jest to połączenie kuzushi (wychylenia – początkowej fazy rzutu) z ruchem ciała w celu osiągnięcia najdogodniejszej pozycji do wykonania danej techniki.
Tsukuri jest drugą fazą rzutu, na którą składają się:
- Prawidłowe wychylenie ciała przeciwnika
- Optymalne ustawienie własnego ciała